# Комиссия Дьюи

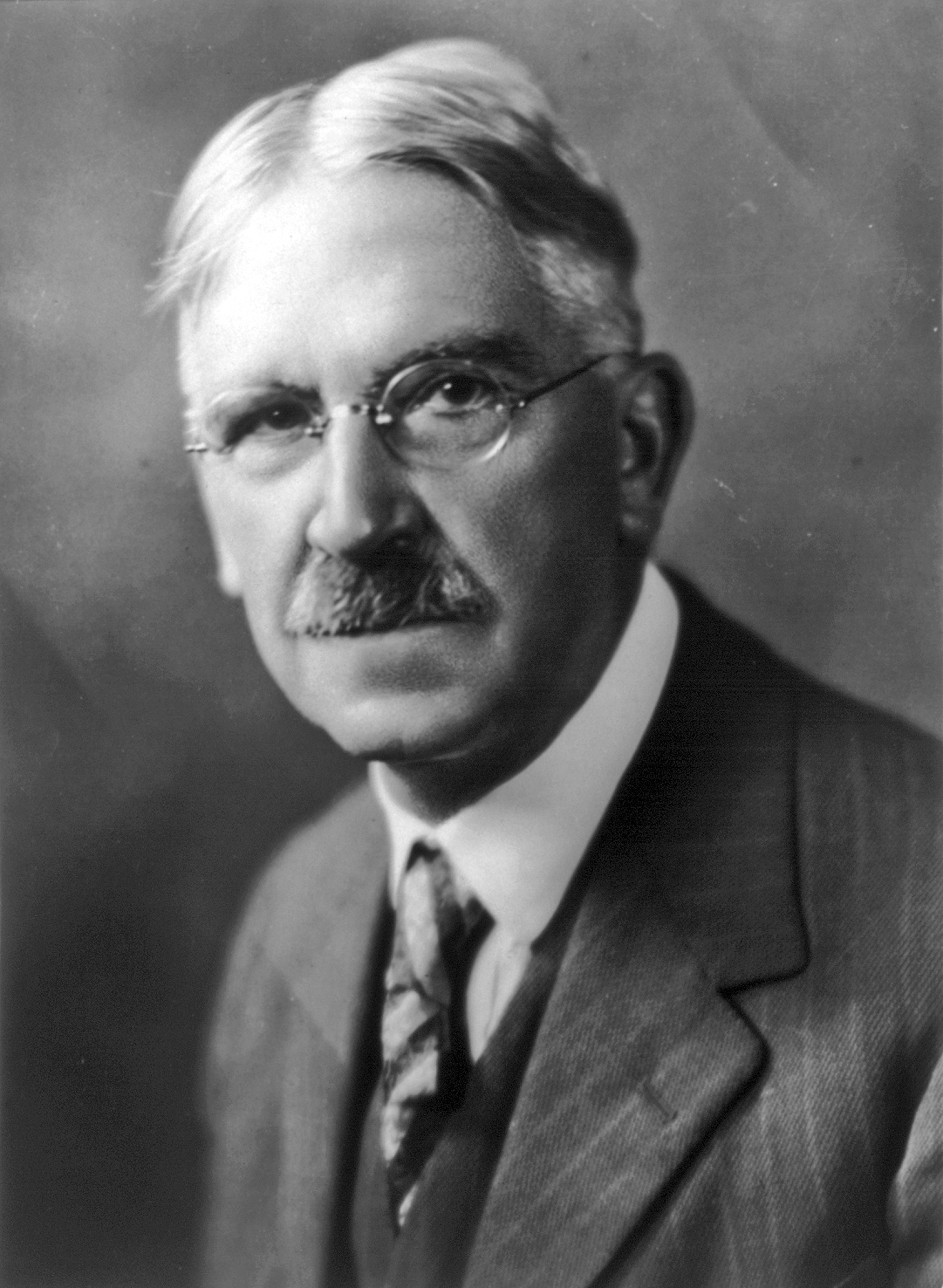
Джон Дьюи

Комиссия Дьюи (англ. Dewey Commission) — популярное неофициальное название «Комиссии по расследованию обвинений, предъявленных Льву Троцкому на московских процессах». Получила имя в честь своего председателя — Джона Дьюи. По результатам своей работы комиссия пришла к выводу о невиновности Троцкого.

## История и состав
В марте 1937 года, в сотрудничестве с аналогичными европейскими комитетами, американский Комитет в защиту Льва Троцкого (англ. American Committee for the Defense of Leon Trotsky, ACDLT) сформировал Комиссию по расследованию обвинений, предъявленных Льву Троцкому на московских процессах (англ. Commission of Inquiry into the Charges Made against Leon Trotsky in the Moscow Trials). Председателем Комиссии стал американский философ и педагог Джон Дьюи, посещавший Советский Союз в 1928 году.
В основной состав комиссии входили: журналист и активист Бенджамин Столберг, журналистка и критик Сюзанна Лафоллет, социолог Карлтон Билс, профессор социологии Эдвард Росс, литературный критик Джон Чемберлен, бывший член Исполкома Коминтерна Альфред Росмер, итальянский редактор и профсоюзный лидер анархист Карло Треска, бывший депутат рейхстага Венделин Томас, левый коммунист Отто Рюле, а также мексиканский журналист Франсиско Замора. Среди других членов комиссии называют антрополога Франца Боаса, писателя Джона Дос Пассоса, теолога Рейнгольда Нибура, марксистского теоретика Джорджа Новака, деятеля Социалистической партии Нормана Томаса, литературоведа Эдмунда Уилсона, философа Сидни Хука.
Ряд общественных деятелей отказался войти в Комиссию. Американский историк Чарлз Остин Бирд ответил отказом по причине очевидности для него фиктивности обвинений. Писатель Бернард Шоу, отказываясь, намекал, что Троцкому лучше жить и писать в Мексике, а не в сталинском Советском Союзе, где единственными его слушателями и читателями могут быть советские следователи и прокуроры.
Заседания Комиссии проходили с 10 по 17 апреля 1937 года в «Голубом доме» семьи Троцких-Седовых в Койоакане. Туда прибыли не все члены комиссии, а выделенные пять человек во главе с самим Джоном Дьюи. Адвокат Джон Финерти (англ. John F. Finerty) выступал в качестве правового советника комиссии. Чикагский юрист Альберт Гольдман являлся адвокатом Троцкого. Единственным свидетелем, помимо самого Льва Давидовича, был его секретарь Ян Френкель. «Судебным репортёром» считался Альберт Глоцер.

## Выводы комиссии
Обвинения, предъявленные Троцкому в ходе московских политических процессов 1936—38 гг., были отвергнуты Американским комитетом защиты Льва Троцкого как необоснованные. Одновременно в США велась кампания за разрешение Троцкому въезда в страну, в частности, в связи с выдвинутым в 1939 году предложением заслушать его на заседании Комитета Палаты представителей по расследованию антиамериканской деятельности. Решение о выдаче визы задерживалось государственным департаментом США в связи с опасностью покушения на жизнь Троцкого и неготовностью официальных властей США взять на себя ответственность за его жизнь. Приезд Троцкого в США для дачи показаний не состоялся, поскольку вскоре он был убит.

## Критика
По мнению авторов четырёхтомной биографии Троцкого Юрия Фельштинского и Георгия Чернявского, «подавляющее большинство членов Комиссии были либералами. Троцкистов в Комиссии не было». Иного мнения придерживался шведский исследователь Свен-Эрик Холмстром (швед. Sven-Eric Holmström): он отмечал участие многих членов комиссии в ACDLT, а также их прошлые связи с троцкизмом.
Важным общим местом как Московского процесса, так заседаний Комиссии Дьюи были показания Гольцмана о встрече с Троцким и его сыном — Львом Седовым — в холле гостиницы «Бристоль» в Копенгагене. Этому конкретному обвинению, которое он категорически отрицал, Троцкий посвятил отдельную статью в журнале «Бюллетень оппозиции».